# Moss Side
Moss Side är en stadsdel i Manchester, i distriktet Manchester, i grevskapet Greater Manchester, i England. Denna ward hade 21 275 invånare år 2021. Moss Side var en civil parish från 1866 till 1910 då den blev en del av South Manchester. Denna civil parish hade 26 677 invånare år 1901. Moss Side var ett distrikt från 1894 till 1904.